# Schottenhammer

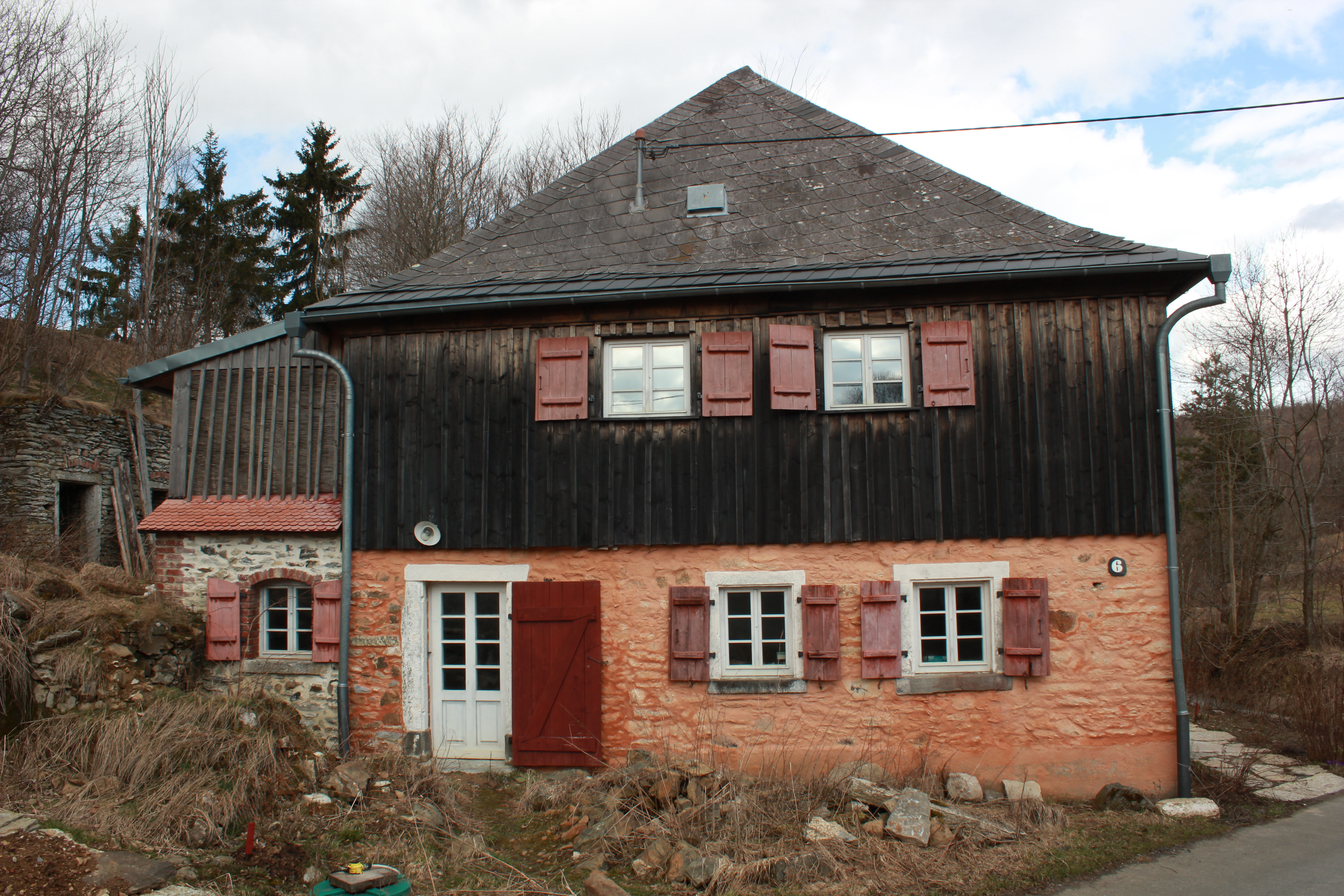
Ehemalige Mühle

Schottenhammer ist ein Gemeindeteil der Stadt Naila im oberfränkischen Landkreis Hof in Bayern. Schottenhammer liegt in der Gemarkung Culmitz.

## Geografie
Der Weiler liegt an der Culmitz und am Lippertsbach, der dort als linker Zufluss in die Culmitz mündet. Eine Gemeindeverbindungsstraße führt zur Bundesstraße 173 beim Nailaer Gewerbegebiet West (0,4 km nordwestlich) bzw. zur Staatsstraße 2158 (0,7 km östlich).

## Geschichte
Im Jahr 1476 war Schottenhammer in Besitz von Wolf Gerhart von Guttenberg.
Gegen Ende des 18. Jahrhunderts bestand Schottenhammer aus zehn Anwesen. Die Hochgerichtsbarkeit hatte das bayreuthische Vogteiamt Naila. Grundherren waren:
- das Kastenamt Hof: 1 Gütlein, 1 Haus, 1 Mühle;
- die Hofkanzlei Bayreuth: 2 Güter;
- das Rittergut Frosch- und Schneckengrün: 1 Gütlein, 2 halbe Gütlein;
- das Rittergut Rothenbürg: 1 Gut;
- das bambergische Kastenamt Stadtsteinach: 1 Haus.[6]

Von 1797 bis 1810 unterstand Schottenhammer dem Justiz- und Kammeramt Naila. Infolge des Ersten Gemeindeedikts wurde Schottenhammer dem 1812 gebildeten Steuerdistrikt Culmitz und der zugleich entstandenen Ruralgemeinde Culmitz zugewiesen. Im Zuge der Gebietsreform in Bayern wurde Schottenhammer am 1. Juli 1971 nach Naila eingemeindet.

### Baudenkmäler
- Haus Nr. 2: Herrenhaus des ehemaligen Hammerguts[9]
- Haus Nr. 6: Ehemalige Mühle[9]

ehemalige Baudenkmäler
- Haus Nr. 5: Zweigeschossiges Wohnstallhaus, wohl aus der Mitte des 18. Jahrhunderts, drei zu fünf Achsen, mit Halbwalmdach über hölzernem Kranzgesims; Erdgeschoss verputzt massiv, Obergeschoss übertünchtes Fachwerk mit Lehmausfachung, vordere Giebelseite verschiefert.[10]
- Haus Nr. 7: Zweigeschossiges Wohnstallhaus, wohl des frühen 19. Jahrhunderts, mit Halbwalmdach; Erdgeschoss verputzt massiv, Obergeschoss Fachwerk, mit Kunstschiefer verkleidet.[10]

### Einwohnerentwicklung
| Jahr      | 1799   | 1819  | 1861   | 1871   | 1885   | 1900   | 1925   | 1950   | 1961   | 1970   | 1987  |
| Einwohner | 41     | 48    | 55     | 43     | 51     | 40     | 48     | 53     | 48     | 39     | 34    |
| Häuser    | 8      |       |        |        | 8      | 8      | 8      | 8      | 9      |        | 9     |
| Quelle    | [ 12 ] | [ 7 ] | [ 13 ] | [ 14 ] | [ 15 ] | [ 16 ] | [ 17 ] | [ 18 ] | [ 19 ] | [ 20 ] | [ 1 ] |

## Religion
Schottenhammer ist seit der Reformation evangelisch-lutherisch geprägt und bis heute nach Naila gepfarrt,